# Praemendesia
Praemendesia é um gênero de traça pertencente à família Agonoxenidae.